# José Luis Galdamez
José Luis Galdámez Aznar nacido el 19 de marzo de 1945 en Alfaro (La Rioja, España) es un ex ciclista riojano, que compitió como profesional entre los años 1970 y 1974, durante los que consiguió 3 victorias.
Criado en Castejón (Navarra), gran parte de su carrera profesional la disputó en las filas del equipo portugués del Coelima, destacando el tercer puesto que logró en la Vuelta a Portugal de 1972.

## Palmarés
1968
- 2º en la Vuelta a Navarra

1971
- 1 etapa del G.P. Fagor (Angola)

1972
- Coppa Ambar (Portugal)
- Lisboa-Coímbra-Porto

## Resultados en grandes vueltas y Campeonato del Mundo
Durante su carrera deportiva ha conseguido los siguientes puestos en las Grandes Vueltas y en los Campeonatos del Mundo en carretera:
| Carrera         | 1970 | 1971 | 1972 | 1973 | 1974 |
| --------------- | ---- | ---- | ---- | ---- | ---- |
| Giro de Italia  | -    | -    | -    | -    | -    |
| Tour de Francia | -    | -    | -    | -    | -    |
| Vuelta a España | -    | -    | -    | 29º  | -    |
| Mundial en Ruta | -    | -    | -    | -    | -    |

-: No participa

## Equipos
- La Casera Peña Bahamontes (1970)
- Coelima (1971-1974)